# Da Lench Mob
Da Lench Mob var en amerikansk västkusthiphopgrupp, som bildades 1990 och upplöstes 1995. De medverkade första gången på skiva på Ice Cubes debutalbum AmeriKKKa's Most Wanted från 1990. Gruppen bestod av medlemmarna Shorty, J-Dee och T-Bone. 1992 släppte de sitt första egna album, med Ice Cube som både producent och gästartist. Albumet var Guerillas in tha Mist, som innehåller låtar som "You and Your Heroes" och "Buck tha Devil". 
1993 blev medlemmen J-Dee dömd till 29 års fängelse och ersattes då av Maulkie när de skulle göra sitt andra album Planet of da Apes, som släpptes 1994. Strax härefter gick bandet skilda vägar.

## Diskografi
Studioalbum
- 1992 – Guerillas in tha Mist
- 1994 – Planet of da Apes